# Шабанов, Виталий Михайлович
Вита́лий Миха́йлович Шаба́нов (1 января 1923, деревня Лобачи Галичского уезда Костромской губернии, ныне в составе Галичского района Костромской области — 30 июля 1995, Москва) — советский военный деятель и деятель советской оборонной промышленности, заместитель Министра обороны СССР (1978—1990). Герой Социалистического Труда (1981). Генерал армии (2.11.1981).

## Ранние годы
Родился в крестьянской семье. В Красной Армии с 1940 года. В 1945 году окончил Ленинградскую военно-воздушную академию Красной Армии. В период обучения проходил длительную войсковую стажировку в 1943—1944 годах в истребительном авиационном полку действующей армии Великой Отечественной войны на 1-м Украинском фронте в должности техника полка.

## Первые послевоенные годы
С 1945 года лейтенант Шабанов — инженер-испытатель, затем — помощник ведущего инженера по испытаниям авиационной техники в НИИ ВВС. В 1949 году переведён в Специальное бюро № 1 (СБ-1) Министерства вооружений СССР (ныне ОАО «Научно-производственное предприятие „Алмаз“»), где принимал участие в разработке и испытаниях первой в нашей стране авиационной радиоуправляемой системы «Комета», в состав которой входили самолёт-носитель Ту-4 с бортовым радиолокатором и станцией наведения снаряда и сам крылатый самолёт-снаряд с автопилотом и станцией самонаведения. Занимался разработкой основных блоков аппаратуры наведения и головки самонаведения снаряда. В 1952 году система «Комета» успешно прошла государственные испытания и принята на вооружение.

## На конструкторской работе
С середины 50-х годов — главный конструктор Специального бюро № 1 (СБ-1), руководил разработкой систем К-20 и К-22, предназначавшихся для поражения наземных целей. Обе эти системы также успешно прошли госиспытания и были приняты на вооружение, устанавливались на самолёты Ту-95 и Ту-22М. За создание системы К-22 для В. М. Шабанов был второй раз удостоен Государственной премии. В 60-е годы СКБ № 1 разработало ставшую знаменитой зенитную ракетную систему С-300П.
С 1972 года В. М. Шабанов — генеральный директор ЦКБ «Алмаз», создававшим зенитные ракетные комплексы.

## На руководящей работе

Могила В. М. Шабанова на Кунцевском кладбище Москвы.

С 1974 года — заместитель министра радиопромышленности СССР, курировал работу по созданию радиоаппаратуры оборонного назначения.
С 1977 года — председатель Государственной технической комиссии СССР, член Коллегии Министерства обороны СССР, заместитель министра обороны СССР. Генерал-полковник-инженер (1978). 
Указом Президиума Верховного Совета СССР от 2 ноября 1981 года присвоено воинское звание «генерал армии». Руководил работами по принятию на вооружение ряда наиболее современных для того времени образцов вооружения и военной техники (ракетные комплексы стратегического назначения наземного и морского базирования, комплексы космической разведки и др.). Именно под руководством Шабанова были поставлены на вооружение известные во всем мире штурмовик Су-25, вертолёт Ми-24, самолёты Ту-160, Су-27, МиГ-29, третье поколение танков (Т-80), боевая машина десанта (БМД-2), новый колесный бронетранспортер БТР-80 с дизельным двигателем и усиленной бронезащитой, ракетный комплекс «Точка», зенитный ракетный комплекс «Куб», самоходное орудие «Нона-С», гаубица «Мста» и другие.
С 1990 года — в Группе генеральных инспекторов Министра обороны СССР. С 1992 года в отставке. Жил в Москве.
Скончался 30 июля 1995 года. Похоронен на Кунцевском кладбище.
Кандидат в члены ЦК КПСС (1981—1983), член ЦК КПСС (1983—1990). Депутат Верховного Совета СССР 11-го созыва (1984—1989). Народный депутат СССР (1989—1991).

## Награды и звания
- Герой Социалистического Труда (18.02.1981)
- Два ордена Ленина (03.02.1953, 18.02.1981)
- Орден Октябрьской Революции (26.04.1971)
- Орден Красного Знамени (31.12.1982)
- Орден Отечественной войны 1-й степени (11.03.1985)
- Орден Трудового Красного Знамени (20.04.1956)
- Орден Красной Звезды (30.12.1956)
- Орден «За службу Родине в Вооружённых Силах СССР» 2-й степени (22.02.1989)
- Орден «За службу Родине в Вооружённых Силах СССР» 3-й степени (30.04.1975)
- Медали
- Ленинская премия СССР (1963)
- Сталинская премия (1953)
- кандидат технических наук (1964)

награды иностранных государств
- Орден Шарнхорста (ГДР)
- Орден Красного Знамени (ЧССР)
- Орден Народной Республики Болгария I степени (Болгария, 22.01.1985)
- Орден Красного Знамени (Афганистан, 24.05.1985)
- Орден Сухэ-Батора (МНР)
- Командорский крест ордена Заслуг перед Польской Народной Республикой (ПНР)
- Медаль «40 лет Халхин-Гольской победы» (МНР, 26.11.1979)
- Медаль «60 лет Вооружённым силам МНР» (МНР, 1982)
- Медаль «Братство по оружию» (ПНР)
- Медаль «Братство по оружию» в золоте (ГДР)
- Медаль «30 лет Национальной Народной Армии» (ГДР)
- Медаль «40 лет освобождения Кореи» (КНДР, 10.08.1985)
- Медаль «Военная доблесть» I класса (Румыния, 4.09.1980)
- Медаль «За укрепление дружбы по оружию» в золоте (ЧССР, 30.04.1980)
- Медаль «40 лет освобождения Чехословакии Советской Армией» (ЧССР, 1985)
- Медаль «30-я годовщина Революционных Вооружённых сил Кубы» (Куба, 24.11.1986)
- Медаль «100 лет со дня рождения Георгия Димитрова» (Болгария, 1982)
- Медаль «100 лет Освобождения Болгарии от османского рабства» (Болгария, 22.11.1978)
- Медаль «За укрепление братства по оружию» (Болгария, 1980)
- Медаль «40 лет Победы над гитлеровским фашизмом» (Болгария, 16.05.1985)
- Медаль «За Братство по оружию» в золоте (Венгрия)
- Медаль «За боевое содружество» I степени (Венгрия, 20.06.1980)

## Высшие воинские звания
- Генерал-майор-инженер (15.12.1972)
- Генерал-лейтенант-инженер (14.02.1977)
- Генерал-полковник-инженер (29.06.1978)
- Генерал армии (2.11.1981)